# Мишуга Лука Теодорович
Лука Теодорович Мишуга (* 13 жовтня 1887, с. Новий Витків, нині Радехівський район, Львівська область — 8 лютого 1955, м. Нью-Йорк, США) — український історик, державний і громадський діяч, журналіст, редактор, юрист, дослідник історії України 1-ї половини XX століття, української діаспори в США. Дійсний член Наукового товариства імені Шевченка.

## Біографія
Лука Мишуга народився 13 жовтня 1887 року в містечку Новому Виткові (нині село Радехівського району Львівської області).
1906 року закінчив гімназію у Львові, 1911 року — юридичний факультет Віденського університету.
Судову практику відбував у Львові, адвокатську — у Жовкві.
У 1915 році Лука Мишуга добровільно вступив до Легіону Українських січових стрільців. Разом із представниками стрілецтва займався організацією культурно-освітньої роботи на Волині.
Після розпаду Австро-Угорщини заснував у місті Володимир Українську раду, яка проголосила прилучення Волині до Української держави.
Лука Мишуга працював в управлінні Західноукраїнської Народної Республіки, був її представником у Генеральному штабі Армії Української Народної Республіки.
Від грудня 1919 року — на дипломатичній роботі у Відні, куди виїхав разом з урядом Євгена Петрушевича. До 1921 року виконував різні доручення ЗУНР, зокрема, брав участь у роботі її делегацій: очолюваної Костем Левицьким у Ризі (Латвія), під керівництвом Осипа Назарука — у переговорах делегації ЗУНР з М. Литвиновим у Копенгагені (Данія).

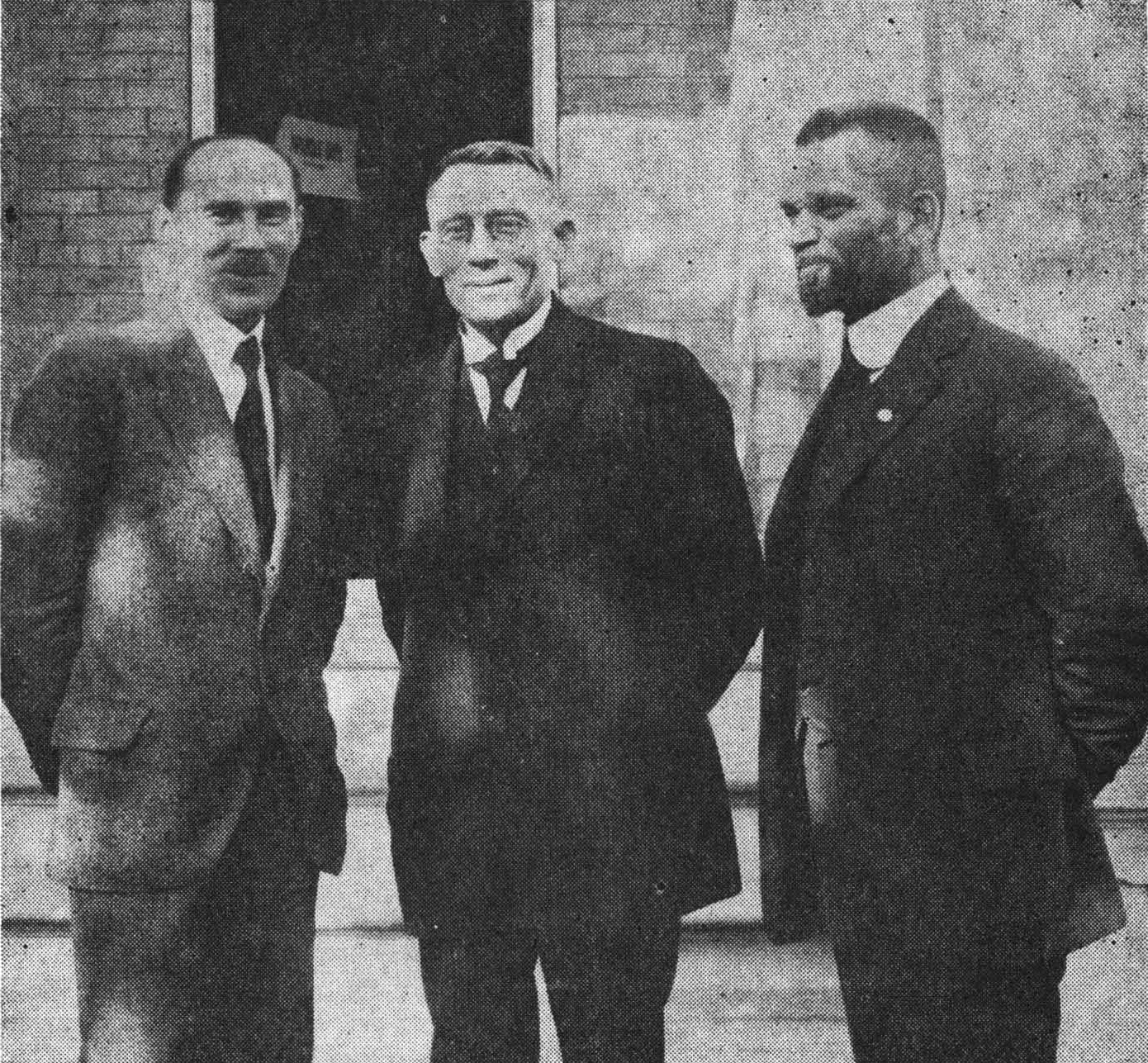
Представники Уряду ЗУНР в США і Канаді. Стоять (зліва): д-р Лука Мишуга, д-р Осип Назарук і проф. Іван Боберський. 1922 рік

1921 року за дорученням уряду ЗУНР виїхав до США, де розгорнув широку діяльність, спрямовану на залучення коштів для уряду Західноукраїнської Народної Республіки в екзилі, шляхом випуску та продажем облігацій «Позички Національної Оборони». Відразу ж активно включився в українське емігрантське життя.
Лука Мишуга був глибоко переконаний, що тільки українська консолідована сила може бути успішним чинником у політичній акції і завжди закликав до національної консолідації української діаспори, не поступаючися при цьому своїми принципами безкомпромісної боротьби за українську правду, за досягнення політичної цілі українського народу — вільної й незалежної української держави.
1922 року став одним зі співзасновників і політичним ідеологом Об'єднання українських організацій в Америці.
Від 1926 року — співредактор, у 1933⁣—1955 роки — головний редактор найбільшого українського часопису в США «Свобода».
1933 року був призначений відповідальним за видавничу діяльність однієї з найбільших і найстаріших українських організацій у США — Українського народного союзу. Висунув ідею систематичної публікації англомовних видань про Україну та її народ. Так, від 1933 року за його участю при «Свободі» почав виходити англомовний тижневик «The Ukrainian Weekly», що видається і нині.
У 1940 році Лука Мишуга був одним із співорганізаторів Українського конгресового комітету Америки, 1944-му — Злученого українсько-американського допомогового комітету.
Під редакцією Луки Мишуги вийшли «Пропам'ятна книга. Видана з нагоди сорокалітнього ювілею Українського народного союзу» (Джерсі-Сіті, 1936) і «Українці у вільному світі: Ювілейна книга Українського народного союзу: 1894—1954» (Джерсі-Сіті, 1954). Учений був одним з ініціаторів видання англомовної «Енциклопедії українознавства». Два томи «Ukrainian: A Concise Encyclopedia» (англомовна «Енциклопедія українознавства»), опубліковані коштами Українського народного союзу 1963—71 у вид-ві Торонтського університету, були здійсненням одного з найсміливіших планів і задумів д-ра Луки Мишуги.
Помер Лука Мишуга у місті Нью-Йорку (США). Похований в Гілсайді, Нью-Джерсі, США

## Друковані праці Л. Мишуги
- Державна адміністрація на Україні. Кам'янець, 1919
- На Волині: Перші хвилі української державності. Кам'янець, 1919
- Які тепер суди на Україні. Кам'янець, 1919
- Похід українських військ на Київ. Відень, 1920
- Як формувався світогляд українських іммігрантів в Америці. // В кн.: Пропам'ятна книга. Видана з нагоди сорокалітнього ювілею Українського Народного Союзу. Джерсі-Сіті, 1936
- Україна і американська демократія. Нью-Йорк, 1939 (англ.)
- Шевченко і жінка. Нью-Йорк, 1940 (англ.)
- Лука Мишуга. Збірник. Джерсі-Сіті, 1973